# Tatpurusha
Tatpurusha (तत्पुरुष tatpuruṣa) ist ein Begriff aus der Sanskrit-Grammatik, der einen bestimmten Typ von Komposita bezeichnet. In linguistischer Terminologie ist ein Tatpurusha ein endozentrisches Determinativkompositum. Hierbei wird das Schlussglied durch das Vorderglied näher bestimmt. Im engeren Sinne zählen zu den Tatpurushas nur diejenigen Komposita, bei denen eine Kasusbeziehung zwischen den beiden Bestandteilen besteht. Das Vorderglied kann dabei jeden der sechs obliquen Kasus des Sanskrit vertreten. Stehen Vorder- und Hinterglied im gleichen Kasus, spricht man von einem Karmadharaya-Kompositum.
Die Bezeichnung „Tatpurusha“ ist zugleich ein Beispiel für diesen Typ von Komposita und bedeutet „dessen Mann“. Weitere Beispiele:
- Akkusativ: स्वर्गगत svarga-gata: wörtl. „himmelgegangen“ = „in den Himmel eingegangen“
- Instrumental: देवदत्त deva-datta: „gottgegeben“ = „von einem Gott gegeben“
- Dativ: कर्णसुख karṇa-sukha: wörtl. „ohrangenehm“ = „dem Ohr angenehm“
- Ablativ: स्वर्गपतित svarga-patita: wörtl. „himmelgefallen“ = „vom Himmel gefallen“
- Genitiv: राजपुत्र rāja-putra: „Königssohn“ = „Sohn des Königs“
- Lokativ: वनाश्रम van-āśrama: „Waldeinsiedelei“ = „Einsiedelei im Wald“

Wie an den Beispielen ersichtlich wird, lassen sich Tatpurushas im Deutschen oft, wenn auch nicht immer, ebenfalls durch ein Kompositum wiedergeben, da auch das Deutsche Determinativkomposita kennt. Diese werden aber nicht im selben Ausmaß wie im Sanskrit eingesetzt.
Ein Sonderfall des Tatpurusha-Kompositums ist das Upapada-Tatpurusha (उपपदतत्पुरुष upapada-tatpuruṣa), bei dem das Hinterglied aus einer Verbalwurzel besteht und die Bedeutung eines Partizips hat (z. B. सर्वज्ञ sarva-jña: „allwissend“ = „alles wissend“). Auch diese Konstruktion ist im Deutschen grundsätzlich möglich, wie die Ausdrücke allwissend, lichtbringend (konstruiert mit Akkusativobjekt), gottgegeben, menschengemacht, männerbewehrt (konstruiert mit Instrumental) zeigen, jedoch nur in Maßen produktiv. Häufig handelt es sich um Lehnübersetzungen aus dem Lateinischen (vgl. lucifer: „das Licht bringend, Lichtbringer“) und Altgriechischen (vgl. αἰγίοχος aigíochos „die Aigis haltend“), in denen diese Komposita noch als produktive Wortklasse gelten können.
Ebenso entstammen die Komposita des Deutschen auf „-bar“ (< indogermanisch *bher- „tragen“) derselben Bildungsart wie die indischen, griechischen und lateinischen Beispiele und haben lediglich einen zusätzlichen Bedeutungswandel erlebt:  „belast-bar“ < „das/ein Belasten [bzw. eine Belastung] ‚tragend‘“, also diese(s) „erlaubend“.  Bildungen wie „Vielfraß“ hingegen gelten nicht als Tatpurusha (endozentrisches Kompositum), sondern als Bahuvrihi, da nicht ein „Fraß vieler [Dinge]“ selbst gemeint ist, sondern ein Drittes, außerhalb beider zusammengesetzten Vorstellungen Stehendes, in diesem Fall eine Person, welche viel frisst (exozentrisches Kompositum).
In seltenen Fällen (meist bei Eigennamen oder feststehenden Ausdrücken) steht das Vorderglied eines Tatpurusha-Kompositums nicht wie üblich in der Stammform, sondern in einer flektierten Kasusform (z. B. युधिष्ठिर yudhi-ṣṭhira „standhaft im Kampf“).

## Sadashiva

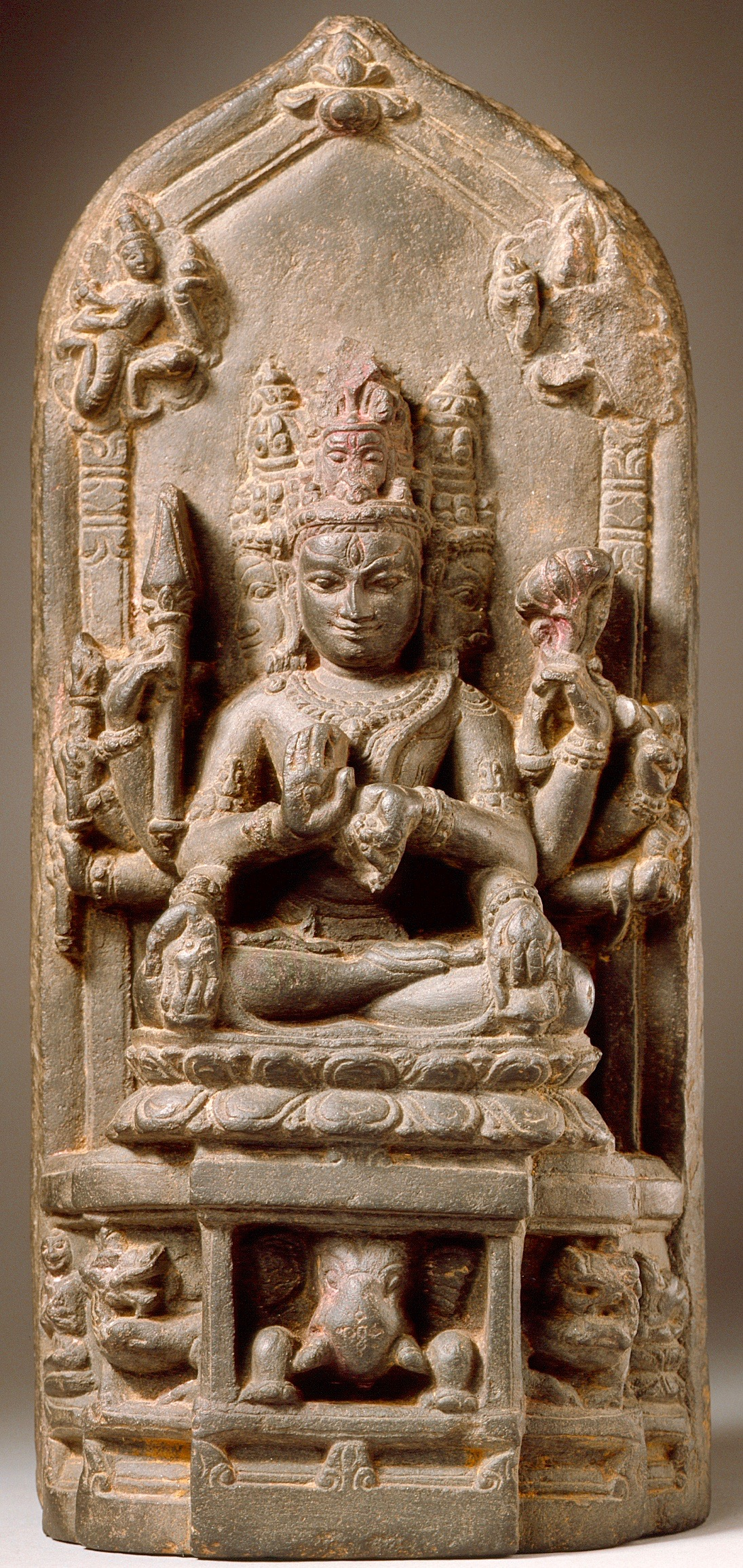
Sadashiva mit 5 Gesichtern

Tatpurusha ist auch ein Gesicht von Sadashiva: Das Panca-Brahman bzw. Parashiva spaltet sich in männlich (Shiva) und weiblich (Parasakti) und manifestiert sich als das spirituelle Universum. Dann kommt Sadashiva, er hat nach dem Ajita-Agama und dem  Swacchanda – Tantra fünf Gesichter:
- Tatpuruṣa – Pūrvāmnāya – das gelbe östlich gerichtete meditierende gnadenvolle Gesicht von Sadashiva, die alldurchdringende Kraft, die sich überallhin durch den aus dem Bindu entspringenden Nada verbreitet.
- Aghora – Dakṣiṇāmnāya ('nicht schrecklich') – Südaspekt. Er repräsentiert die Erde (Sharva).
- Sadyojāta – Paścimāmnāya (westlicher Aspekt). Er stellt Wasser (Bhava) dar.
- Vāmadeva – Uttarāmnāya : Nordaspekt, der das manifestierte Brahman erhält; er steht für Luft oder lebenswichtige Lebenskraft (Ugra).
- Iṣāna – ūrdhvāmnāya : oberer Aspekt, der offenbart; er repräsentiert Himmel (Bheema) und Sonne (Ishana).
- Svacchanda – Anuttarāmnāya (entsprechend dem Sadashiva selbst)